# Telavi
Telavi (in georgiano თელავი?) è il centro principale ed il capoluogo amministrativo della regione della Cachezia, nella Georgia orientale.

## Storia
I primi ritrovamenti archeologici di Telavi risalgono all'età del Bronzo. Uno dei più antichi resoconti giunti fino a noi è del geografo greco Claudio Tolomeo, nel secondo secolo d.C., che cita il nome Teleda, riferimento a Telavi.
Telavi cominciò a trasformarsi in un centro politico ed amministrativo piuttosto grande ed importante nell'VIII secolo d.C.
Una interessante informazione viene fornita dalle annotazioni del geografo Arabo Al Mukadis, del X secolo, che cita Telavi insieme ad altre importanti città del Caucaso di quell'epoca come Tbilisi, Shamkhor, Ganja, Shemakha e Shirvan. A proposito della popolazione di Telavi, Al Mukadis sottolinea che per la maggior parte si trattava di cristiani.
Dal X al XII secolo d.C., Telavi ebbe il ruolo di capitale del Regno di Cachezia. Durante la cosiddetta Età dell'Oro dello Stato Georgiano (XII-XIII secolo), Telavi divenne uno dei centri politici ed economici più importanti dello Stato. Dopo la disgregazione del Regno Georgiano unitario nel XV secolo, il ruolo di Telavi cominciò a perdere di importanza, divenendo successivamente una normale città di commercio ed artigiani. Telavi riconquistò la sua importanza politica nel XVII secolo e nel 1762 era diventata la seconda capitale, dopo Tbilisi, del Regno Georgiano Orientale di Kartl-kakheti unitario. Il regno di Erekle II rappresentò un periodo speciale nella storia di Telavi: in questo periodo (1744-1798) crebbe come centro strategico e culturale. Erekle II fondò il seminario teologico e costruì un teatro. Le riforme di Erekle II coinvolsero tutti gli aspetti della vita del paese. Cambiarono fondamentalmente l'orientamento politico, economico e culturale di Kartli-Kakheti e conseguentemente, di tutta la Georgia. Il suo nome divenne simbolo di libertà ed indipendenza nazionale per la popolazione georgiana. Viene ancora chiamato affettuosamente "Patara Kakhi" (Piccolo Cachetino). Le sue gesta eroiche sono descritte nella letteratura popolare.

## Dominazione russa
Nel 1801, dopo che il Regno di Kartli-Kakheti fu annesso all'Impero russo, Telavi perse il suo status di capitale. Nel XIX secolo, alla città venne conferito il ruolo di centro amministrativo di un "uezd" nell'ambito del Governatorato di Tbilisi. In questo periodo, l'economia della città era formata per la maggior parte da industrie di piccole dimensioni (pittura di cuoio, produzione di vasellame, produzione di vino, etc.), commercio ed agricoltura. La popolazione della città era di circa 12 000 abitanti alla fine del XIX secolo (circa 9 000 armeni, principalmente profughi dall'Armenia Ottomana, e 2 000 georgiani).

## Patrimonio culturale
Telavi ed i suoi dintorni sono ricchi di monumenti storici, architettonici e naturali. Nei confini della città si conservano importanti testimonianze, tra le quali:
- Dzveli Galavani (antiche mura) - la fortezza dei primi re della Cachezia (IX-X sec.);
- Chiesa di Santa Maria (XVI sec.);
- Chiesa della Santa Trinità (VI sec.);
- Batonis Tsikhe (fortezza del signore), costruita nel XVII secolo, è l'unico palazzo reale di epoca medioevale ben conservato in Georgia;
- Korchibashishvilebis Tsikhe, castello della locale famiglia nobiliare Korchibashishvilis (XVI-XVII sec.);
- Vakhvakhishvilebis Tsikhe, castello della locale famiglia nobiliare Vakhvakhishvilis (XVIII sec.).

Telavi è l'unica città in Georgia, in cui si siano conservati quattro monumenti fortificati di epoche diverse. Per questa ragione, architetti, studiosi e storici dell'arte considerano Telavi la città più "medioevale" del paese.
Tra le curiosità naturalistiche, a Telavi è possibile osservare un sicomoro di 900 anni di età, alto 45 metri, con una circonferenza del tronco di oltre 12 metri.
Anche i dintorni sono ricchi di monumenti:
- Cattedrale di Alaverdi (XI sec.), è la seconda cattedrale della Georgia per altezza (dopo la Chiesa della Trinità costruita di recente a Tbilisi);
- Accademia d'Iq'alto (VIII-XII sec.), dove studiò il famoso scrittore georgiano Shota Rustaveli;
- Chiesa di San Giorgio, dedicata al patrono della Georgia (si dice che in tutto il paese ci siano 365 chiese dedicate a San Giorgio);
- rovine della città e del castello di Gremi (precedente capitale della Cachezia nei secoli XV-XVII);
- Shuamta, un complesso formato da tre chiese di epoche diverse (VI, VII e VIII sec.) in una foresta su un altopiano;
- Akhali Shuamta ("Nuovo Shuamta" in italiano), un monastero nei pressi dello Dzveli Shuamta ("Vecchio Shuamta") costruito nel XVI secolo;
- i meravigliosi Giardini Tsinandali, nel palazzo residenza della nobile famiglia Chavchavadzes.

## Geografia fisica
Il paesaggio di Telavi è suggestivo. La città è circondata su ogni lato da scenari pittoreschi. Telavi è rivolta a sud e a sud-ovest verso la catena di Tsiv-Gombori e affianca a nord e ad est la Valle Alazani. A nord della Valle Alazani corre la Grande Catena del Caucaso, che può essere vista da gran parte di Telavi.
Al momento, la città di Telavi è collegata a Tbilisi da due autostrade. La più utilizzata (dotata della migliore pavimentazione) attraversa le aree rurali della Cachezia ed è più lunga (la lunghezza complessiva dell'autostrada è di circa 156 km) rispetto alla strada che attraversa gli altipiani della catena di Gombori. La strada più breve (circa 96 km) è piuttosto panoramica, ma meno usata a causa dei lavori di ricostruzione che vi stanno avendo luogo.